# Трёхозёрка
Трёхозёрка  — посёлок, входящий в состав городского округа Сыктывкар.

## География
Расположен на правом берегу протоки Шардополой (рукав Вычегды) на расстоянии менее 3 км по прямой от микрорайона Орбита Сыктывкара на восток.

## История
Основан в 1941 году. Тогда здесь построили запань, а затем шпалозавод «Вычегдалесосплава». В 1945-46-м годах главной рабочей силой посёлка были ссыльные немцы.

## Население
Постоянное население составляло 401 человек (русские 39 %, коми 46 %) в 2002 году, 360 в 2010.